# Frente Islámico (Siria)
El Frente Islámico (en árabe: الجبهة الإسلامية‎al-Yabhat al-Islāmiyyah, abreviado en ocasiones como IF por sus siglas en inglés) es una organización formada tras la unión de siete grupos rebeldes de carácter islamista en la Guerra Civil Siria y fue anunciada el 22 de noviembre de 2013. Con una fuerza estimada en el momento de su formación de unos 45.000 hombres, el grupo se presentó a sí mismo como «la alianza más importante de Siria». Un portavoz anónimo anunció que el grupo no tendría ninguna conexión con la Coalición Nacional Siria. De ideología salafista, algunas de sus facciones más importantes (Ahrar al-Sham) han combatido junto a yihadistas coordinados por el Ejército de la Conquista y muchas fuentes consideran que el grupo está respaldado y armado por Arabia Saudí.

## Historia

### Fundación
El 22 de noviembre de 2013, siete grupos islamistas acordaron disolverse individualmente y formar un frente islámico común. Los grupos eran:
- La Brigada al-Tawhid, la fuerza opositora más grande de Alepo.[17] (anteriormente parte del Frente de Liberación Islámica Sirio)
- El grupo salafista Ahrar al-Sham[17] (anteriormente parte del Frente Islámico Sirio)
- Liwa al-Haqq, con base en Goms (anteriormente parte del Frente Islámico Sirio)
- Suqour al-Sham, con base en Idlib (anteriormente parte del Frente de Liberación Islámica Sirio)
- El Ejército del Islam, con base en Damasco[17] (anteriormente del Frente de Liberación Islámica Sirio)
- Ansar al-Sham (anteriormente parte del Frente Islámico Sirio)
- Frente Islámico Kurdo

No todos los grupos del Frente de Liberación Islámica Sirio estuvieron de acuerdo en ser parte del Frente Islámico, a pesar de que los líderes de ambas coaliciones se han unido al Frente como figuras importantes. El Frente Islámico Sirio twiteó que se había disuelto y que sus componentes operarían bajo el Frente Islámico. El Frente de Liberación Islámica Sirio anunció su disolución el 26 de noviembre de 2013.
Un miembro de Liwa al-Tawhid explicó que los nombres antiguos desaparecerían y los grupos se unirían en uno solo. "Ya no existirá algo llamado Liwa al-Tawhid." El jefe del Consejo Consultativo del grupo, Amad Essa al-Sheikh, dijo que el grupo intentaba "un cambio de paradigma en la rebelión armada, cerrando filas y movilizándose para convertirse en una alternativa real al régimen moribundo." Añadió que el grupo cooperaría con los que él llamaba "luchadores leales" del país, incluyendo el Ejército Libre Sirio. Ahmad Musa, miembro de la oficina política de los grupos, esperaba tener el reconocimiento del Consejo Nacional Sirio en cooperación con lo que, según él "el pueblo sirio quiere. Quieren una revolución, no política y planes extranjeros."
La unión se anunció una semana tras la muerte del líder militar de Liwa al-Tawhid, Abdel Qader Saleh, a causa de sus heridas tras un ataque aéreo mientras se encontraba en Alepo, en una reunión con otros líderes. Un miembro del grupo, Adil Fistok, dijo que la fusión llevaba planeándose desde hacía siete meses. Fistok indicó que "Uno de los mayores obstáculos a los que nos enfrentamos fue el ansia de poder de algunos líderes. Pero eventualmente, todos hicieron concesiones a fin de hacer posible este proyecto." Según él, el reto principal era la falta de dinero y armas. Charles Lister, de IHS Jane's, estimó que la cantidad total de combatientes en el Frente Islámico podía alcanzar los 45.000.

### Conflicto con el ELS
En diciembre de 2013, el Frente Islámico se apoderó del cuartel del Ejército Libre Sirio (ELS) junto con almacenes con suministros importantes en Atmeh, así como el cercano puesto fronterizo con Turquía en Bab al-Hawa. En un principio se dijo que el Comandante Jefe del ELS, General de Brigada Salim Idris había huido vía Turquía hasta Doha, Catar, en el asalto. Sin embargo, el ELS negó que Idris hubiera abandonado Siria e indicó que habían pedido al Frente Islámico que ayudara al ELS contra el Estado Islámico de Irak y el Levante. El ELS confirmó el 13 de diciembre de 2013 que el Frente Islámico había obtenido material bélico, en concreto ametralladoras y munición, que no se suponía que estaba en posesión de los islamistas. A finales del mismo mes, el Frente Islámico y el Ejército Libre Sirio se reconciliaron.

### Campaña contra el Estado Islámico

Bandera administrativa del Frente Islámico

A principios de 2014, el Frente Islámico condenó las acciones del Estado Islámico de Irak y el Levante, y algunas facciones dentro de la alianza atacaron al grupo. En febrero de 2014, el asesinato de Abu Jalid al-Suri, representante de Al-Qaeda en Siria, compañero de Bin Laden y Zawahiri y uno de los fundadores de Ahrar al-Sham, por parte del ISIS desató una escalada en los esfuerzos de los distintos grupos rebeldes por combatir al ISIS. Sin embargo, el Frente Islámico sufrió serias divisiones internas debido a que los miembros de la alianza adoptaron posturas diferentes ante la situación. Algunas facciones de grupos como Suqour al-Sham y Ahrar ash-Sham desertaron para unirse al ISIS, mientras que otras decidieron permanecer en la alianza. En otros casos, fueron los propios combatientes los que se negaron a enfrentarse al ISIS.
Según Foreign Policy, a causa de estas divisiones la alianza se deterioró y prácticamente se desmoronó, dejando de ser el grupo rebelde más fuerte y estable, y siendo rivalizado en distintos frentes por otros grupos emergentes, como Yeish al-Sham en Idlib, el Ejército de los Muyahidines en Alepo y la Unión Islámica de Ajnad al-Sham en Damasco.
El 25 de junio, tras una serie de disputas en Guta Oriental entre Yeish al-Islam y combatientes afiliados al ISIS, 17 grupos rebeldes, incluyendo el Frente Islámico, firmaron un acuerdo estableciendo un Consejo Judicial en la zona, en un intento de arbitrar estas disputas.

## Ideología y objetivos
El Frente Islámico lanzó un comunicado en Internet a finales de noviembre de 2013 en el que se definían sus objetivos, aunque el documentó evitó proveer una visión clara del futuro. El Frente Islámico rechaza los conceptos de democracia representativa y secularismo, dado que los considera contrarios al islam. Sin embargo, también rechaza un sistema autoritario y opresivo, buscando en su lugar establecer un estado islámico gobernado por una Majlis-ash-Shura e implementando la ley Sharia. El Frente reconoce las minorías étnicas y religiosas que viven en Siria, aunque también da la bienvenida a los luchadores extranjeros que se han unido a las fuerzas en contra de Asad, quienes a menudo adoptan formas radicales del islam. El Frente, que incluye una facción kurda en sus filas, se opone a cualquier partición de Siria, y rechaza cualquier medio no militar para terminar la guerra civil.

## Afiliación con Al-Qaeda
En enero de 2014, Abu Jaled al-Suri, un miembro importante del grupo Ahrar ash-Sham, reconoció que se consideraba él mismo un miembro de al-Qaeda. El gobierno sirio había liberado a Suri de una prisión gubernamental durante las primeras semanas del levantamiento. En febrero de 2014, Suri murió debido a un ataque suicida atrubuido al ISIS.